# كارولينا مورايس
كارولينا مورايس مواليد 13 أبريل 1986 في لواندا، هي لاعبة كرة يد أنغولية تلعب كجناح أيمن. مثلت منتخب أنغولا لكرة اليد للسيدات. شاركت في دورة الألعاب الأولمبية الصيفية سنة 2012.

## سجل المنافسة
شاركت في البطولات التالية:
- الألعاب الأولمبية الصيفية 2012
- بطولة العالم لكرة اليد للسيدات 2011

## روابط خارجية
- كارولينا مورايس على موقع الاتحاد الأوروبي لكرة اليد (الإنجليزية)
- كارولينا مورايس على موقع اللجنة الأولمبية الدولية (الإنجليزية)
- كارولينا مورايس على موقع أوليمبيديا (الإنجليزية)